# 10-Heptyl-10-octyleicosane
Le 10-heptyl-10-octyleicosane  est un isomère du pentatriacontane. Il a donc pour formule brute C35H72